# 胡戈·德弗里斯
许霍·马里·德弗里斯（荷蘭語：Hugo Marie de Vries，荷蘭語發音：[ˈhyxoː də ˈvriːs]，1848年2月16日—1935年5月21日），荷兰生物学家，也是第一批研究基因的遗传学家之一。他也是在不知道孟德尔研究成果的时候，独立的进行豌豆实验的三位重现者之一。